# Championnat d'Irlande féminin de football 2022
Navigation
Édition précédente Édition suivante
La saison 2022 du Championnat d'Irlande féminin de football (Women's National League) est la douzième saison du championnat. Le Shelbourne Ladies Football Club vainqueur du championnat précédent remet son titre en jeu. La compétition s'agrandit en accueillant une nouvelle équipe, le Sligo Rovers Football Club Women.
Shelbourne Ladies conserve son titre de championnes d'Irlande. Athlone Town Ladies se classe deuxième. C'est la première fois de son histoire que le club termine sur le podium du championnat. Peamount United complète le podium.

## Organisation
Le 10 décembre 2021, les Sligo Rovers annoncent que leur candidature pour intégrer le championnat a été acceptée par la fédération pour la saison 2022. Pour la première fois de son histoire, le championnat passe à dix équipes.

## Participantes
Ce tableau présente les dix équipes qualifiées pour disputer le championnat 2022. On y trouve le nom des clubs, le nom des entraîneurs et leur nationalité, la date de création du club, l'année de la dernière montée au sein de l'élite, le nom des stades ainsi que la capacité de ces derniers.
| \| Shelbourne Peamount Bohemian Cork City Wexford Youths DLR Waves Galway Women Treaty United Athlone Town Sligo Rovers \| Localisation des clubs engagés dans le championnat. |
| Shelbourne Peamount Bohemian Cork City Wexford Youths DLR Waves Galway Women Treaty United Athlone Town Sligo Rovers                                                           |

| Nom du club                                   | Entraîneur        | Date de création | Dernière montée | Stade                         | Capacité |
| --------------------------------------------- | ----------------- | ---------------- | --------------- | ----------------------------- | -------- |
| Athlone Town Association Football Club Ladies | Tommy Hewitt      | 2020             | 2020            | Athlone Town Stadium          | 5 000    |
| Bohemian Football Club Women                  | Sean Byrne        | 2020             | 2020            | Oscar Traynor Centre, Coolock | 1 000    |
| Cork City Women's Football Club               | Paul Farrell      | 2011             | 2011            | Bishopstown Stadium           | 2 000    |
| DLR Waves Football Club                       | Graham Kelly      | 2012             | 2012            | Jackson Park                  | -        |
| Galway Women Football Club                    | Stephen Lally     | 2013             | 2013            | Eamon Deacy Park              | 5 000    |
| Treaty United Women's Football Club           | Niall Connolly    | 2018             | 2020            | Markets Field                 | 5 000    |
| Peamount United Football Club                 | James O'Callaghan | 1983             | 2011            | Greenogue                     | 1 000    |
| Shelbourne Ladies Football Club               | Noel King         | 1994             | 2011            | Morton Stadium                | 4 000    |
| Sligo Rovers Football Club Women              | Steve Feeney      | 2021             | 2022            | Showgrounds                   | 5 500    |
| Wexford Youths Women's Football Club          | Stephen Quinn     | 2007             | 2011            | Ferrycarrig Park              | 2 500    |

## Compétition

### L'avant saison
L'internationale Saoirse Noonan quitte Shelbourne pour signer en deuxième division anglaise au Durham Women Football Club. Elle est immédiatement prêtée à son ancien club jusqu'à l'été 2022 car dès son arrivée en Angleterre elle se blesse à un genou.

### Les temps forts de la saison
Lors de la septième journée, profitant de la défaite de Shelbourne sur le terrain de DLR, Peamount prend la première place qu'elle avait perdue sur tapis vert lors de la première journée et écrasant Cork sur le score de 8-1 avec 5 buts marqués par Aine O'Gorman.
Le 14 mai 2022 Peamount est battu à domicile par l'équipe surprise de ce début de championnat Athlone Town Ladies sur le score de un but à zéro. C'est déjà la troisième défaite de la saison et le plus grand nombre de défaites subies par le club depuis la saison 2018. Les féminines d'Athlone remportent leur quatrième victoire consécutivement, confortent leur quatrième place et rejoignent même leur adversaire du jour au classement.
A l'occasion de la 11e journée Shelbourne accentue son avance en tête du classement profitant du match nul entre ses deux poursuivants immédiats, Wexford et Peamount. De son côté, Athlone s'invite sur le podium en battant Treaty sur le score de 4 à 1. C'est sa cinquième victoire consécutive.
le 8 juillet 2022 Chloe Mustaki la défenseuse internationale de Shelbourne annonce son transfert vers l'équipe anglaise de Bristol City qui vient juste d'être reléguée en deuxième division. C'est la troisième internationale à quitter le championnat lors de la fenêtre des transferts estivaux après Jessica Ziu partie à West Ham et Saoirse Noonan retournée à Durham au terme de son prêt. La semaine suivante, c'est une autre internationale et espoir irlandaise qui signe en Angleterre, Izzy Atkinson signe un contrat professionnel avec le West Ham United Women Football Club qui évolue en première division.
Alors que la saison des transferts bat son plein, Shelbourne assoit un peu plus son leadership sur le football irlandais en battant sèchement Peamount sur son terrain 4 buts à 0. Les tenantes du titre ont maintenant huit points d'avance sur l'équipe surprise de la saison Athlone Town Ladies.
Lors de la 22e journée, Wexford Youths s'empare de la première place au détriment de Shelbourne. Wexford accentue son avance lors de la journée suivante en profitant de la défaite surprise de Shelbourne sur le terrain d'Athlone et compte ainsi cinq points d'avance à trois journées de la fin du championnat.
Le 1er octobre 2022 le championnat est relancé avec d'une part une victoire à l'arraché obtenue à la 88e minute par Shelbourne sur Cork et d'autre part la défaite de W>exford sur le terrain d'Athlone Town. Wexford ne compte plus qu'un point d'avance. Tout est en place pour que le titre puisse se jouer le 29 octobre 2022 pour une dernière journée particulière avec la rencontre entre Wexford, qui jouera à domicile, et Shelbourne.
Le 7 octobre 2022 les Shamrock Rovers confirment leur candidature pour intégrer le championnat pour la saison 2023. Ils nomment un entraîneur Collie O’Neill pour construire une équipe.
Lors de la 25e journée, le 15 octobre 2022 Emily Corbet marque cinq buts contre Treaty. Les quatre premières équipes se tiennent en trois points à deux journées de la fin du championnat. Wexford qui est en tête  doit alors rencontre d'abord Peamount à domicile puis se déplacer à Shelbourne lors de la dernière journée. Deux finales en perspective pour l'attribution du titre.
Lors de l'avant dernière journée, Shelbourne reprend la tête du championnat à la faveur d'une victoire 2-0 sur Sligo et du match nul 3-3 entre Peamount et Wexford. Le titre se jouera donc à Wexford lors de la dernière journée. Wexford accueille pour la finale Shelbourne.
La dernière journée propose un chamboulement du classement général. La finale entre Wexford qui reçoit Shelbourne tourne à la démonstration. Shelbourne l'emporte 0-4 et conserve son titre de championnes d'Irlande. La défait de Wexford a un deuxième effet : alors que les filles du sud-est de l'Irlande n'étaient pas sorties du podium depuis la première journée de la compétition, elle échouent finalement à la quatrième place, devancées par Athlone Town qui se hisse à la deuxième place pour la première fois de son histoire et par Peamount qui grimpe sur la troisième marche du podium.

### Classement
| Rang | Équipe                | Pts | J  | G  | N | P  | Bp | Bc  | Diff |
| ---- | --------------------- | --- | -- | -- | - | -- | -- | --- | ---- |
| 1    | Shelbourne Ladies T C | 60  | 27 | 19 | 3 | 5  | 67 | 14  | +53  |
| 2    | Athlone Town Ladies   | 58  | 27 | 18 | 4 | 5  | 53 | 25  | +28  |
| 3    | Peamount United       | 56  | 27 | 17 | 5 | 5  | 80 | 26  | +54  |
| 4    | Wexford Youths WFC    | 56  | 27 | 17 | 5 | 5  | 61 | 32  | +29  |
| 5    | DLR Waves             | 40  | 27 | 11 | 7 | 9  | 51 | 30  | +21  |
| 6    | Galway WFC            | 39  | 27 | 11 | 6 | 10 | 48 | 38  | +10  |
| 7    | Bohemian Women        | 36  | 27 | 10 | 6 | 11 | 36 | 35  | +1   |
| 8    | Sligo Rovers Women    | 20  | 27 | 6  | 2 | 19 | 32 | 66  | -34  |
| 9    | Cork City WFC         | 18  | 27 | 6  | 0 | 21 | 25 | 82  | -57  |
| 10   | Treaty United         | 2   | 27 | 0  | 2 | 25 | 5  | 110 | -105 |

| Légende : Qualifications et relégations | Légende : Qualifications et relégations                                |
| --------------------------------------- | ---------------------------------------------------------------------- |
|                                         | Ligue des champions féminine de l'UEFA 2023-2024                       |
|                                         | T : Tenant du titre P : Promu C : Vainqueur de la Coupe d'Irlande 2022 |

### Résultats
| Résultats (▼dom., ►ext.)                                   | ATH | BOH | COR | DLR | GAL | PEA | SHE  | SLI | TRE | WEX |
| Athlone Town Ladies                                        |     | 2-1 | 1-0 | 2-1 | 3-1 | 1-2 | 0-2  | 5-0 | 4-1 | 1-2 |
| Bohemian Women                                             | 1-1 |     | 3-1 | 0-0 | 0-3 | 2-1 | 0-3  | 2-1 | 3-0 | 0-3 |
| Cork City WFC                                              | 1-4 | 2-1 |     | 0-3 | 0-3 | 0-7 | 0-4  | 1-2 | 2-1 | 1-2 |
| DLR Waves                                                  | 0-1 | 0-0 | 6-0 |     | 0-1 | 2-3 | 1-0  | 3-2 | 5-0 | 0-0 |
| Galway WFC                                                 | 0-0 | 1-1 | 5-1 | 1-1 |     | 0-4 | 0-2  | 5-2 | 3-0 | 2-2 |
| Peamount United                                            | 0-1 | 1-1 | 8-1 | 1-1 | 2-1 |     | 0-4  | 0-3 | 5-1 | 4-0 |
| Shelbourne LFC                                             | 1-1 | 1-0 | 7-0 | 4-0 | 1-1 | 2-0 |      | 1-0 | 5-0 | 0-1 |
| Sligo Rovers Women                                         | 1-2 | 1-3 | 2-0 | 0-3 | 1-2 | 0-5 | 3-2  |     | 3-1 | 1-0 |
| Treaty United                                              | 0-2 | 0-4 | 0-4 | 0-4 | 0-2 | 0-7 | 0-10 | 0-0 |     | 0-3 |
| Wexford Youths                                             | 2-1 | 3-1 | 5-0 | 2-0 | 1-1 | 3-3 | 0-2  | 2-0 | 3-0 |     |
| - Victoire à domicile - Match nul - Victoire à l'extérieur |     |     |     |     |     |     |      |     |     |     |

| Résultats (▼dom., ►ext.)                                   | ATH | BOH | COR | DLR | GAL | PEA | SHE | SLI | TRE | WEX |
| Athlone Town Ladies                                        |     |     |     |     | 1-0 |     | 2-0 | 4-2 |     | 2-1 |
| Bohemian Women                                             | 1-2 |     |     | 2-1 | 1-2 |     |     |     |     | 2-5 |
| Cork City WFC                                              | 1-2 | 0-1 |     |     | 1-0 | 0-5 |     | 3-2 |     |     |
| DLR Waves                                                  | 1-1 |     | 1-0 |     |     | 1-1 | 1-2 |     | 7-0 |     |
| Galway WFC                                                 |     |     |     | 2-3 |     | 0-6 | 1-2 |     |     | 0-1 |
| Peamount United                                            |     | 1-0 |     |     |     |     |     | 2-0 | 6-0 | 3-3 |
| Shelbourne LFC                                             |     | 0-0 | 2-1 |     |     | 0-1 |     | 2-0 | 4-0 |     |
| Sligo Rovers Women                                         |     | 0-2 |     | 1-5 | 2-5 |     |     |     |     |     |
| Treaty United                                              | 0-7 | 0-4 | 0-3 |     |     | 0-6 |     |     |     |     |
| Wexford Youths                                             |     |     | 5-1 | 4-1 |     |     | 0-4 | 5-2 | 3-0 |     |
| - Victoire à domicile - Match nul - Victoire à l'extérieur |     |     |     |     |     |     |     |     |     |     |

## Statistiques

### Évolution du classement
| Journée →           | 1 | 2  | 3  | 4  | 5  | 6  | 7  | 8  | 9  | 10 | 11 | 12 | 13 | 14 | 15 | 16 | 17 | 18 | 19 | 20 | 21 | 22 | 23 | 24 | 25 | 26 | 27 | 28 |
| Équipe              |   |    |    |    |    |    |    |    |    |    |    |    |    |    |    |    |    |    |    |    |    |    |    |    |    |    |    |    |
| ------------------- | - | -- | -- | -- | -- | -- | -- | -- | -- | -- | -- | -- | -- | -- | -- | -- | -- | -- | -- | -- | -- | -- | -- | -- | -- | -- | -- | -- |
| Shelbourne Ladies   | 5 | 4  | 4  | 1  | 1  | 1  | 2  | 1  | 1  | 1  | 1  | 1  | 1  | 1  | 1  | 1  | 1  | 1  | 1  | 1  | 1  | 1  | 2  | 2  | 2  | 2  | 1  | 1  |
| Peamount United     | 8 | 3  | 3  | 2  | 2  | 2  | 1  | 2  | 2  | 3  | 4  | 5  | 4  | 3  | 4  | 4  | 4  | 4  | 4  | 4  | 4  | 4  | 3  | 3  | 3  | 3  | 4  | 3  |
| Wexford Youths WFC  | 4 | 2  | 2  | 3  | 3  | 3  | 3  | 3  | 3  | 2  | 2  | 2  | 2  | 2  | 2  | 3  | 2  | 2  | 2  | 2  | 2  | 2  | 1  | 1  | 1  | 1  | 2  | 4  |
| DLR Waves           | 1 | 1  | 1  | 4  | 5  | 5  | 4  | 4  | 5  | 5  | 6  | 6  | 6  | 6  | 6  | 6  | 6  | 6  | 6  | 6  | 6  | 6  | 6  | 7  | 7  | 7  | 7  | 7  |
| Galway WFC          | 2 | 5  | 5  | 7  | 6  | 6  | 5  | 6  | 6  | 6  | 5  | 4  | 5  | 5  | 5  | 5  | 5  | 5  | 5  | 5  | 5  | 5  | 5  | 5  | 5  | 5  | 5  | 5  |
| Bohemian Women      | 7 | 7  | 8  | 6  | 7  | 7  | 8  | 8  | 7  | 7  | 8  | 7  | 8  | 8  | 7  | 7  | 7  | 7  | 7  | 7  | 7  | 7  | 7  | 6  | 6  | 6  | 6  | 6  |
| Athlone Town Ladies | 6 | 6  | 7  | 5  | 8  | 8  | 7  | 5  | 4  | 4  | 3  | 3  | 3  | 4  | 3  | 2  | 3  | 3  | 3  | 3  | 3  | 3  | 4  | 4  | 4  | 4  | 3  | 2  |
| Cork City WFC       | 8 | 8  | 9  | 9  | 9  | 9  | 9  | 9  | 9  | 9  | 9  | 9  | 9  | 9  | 9  | 9  | 9  | 9  | 9  | 9  | 9  | 9  | 9  | 9  | 9  | 9  | 9  | 9  |
| Treaty United       | 9 | 9  | 10 | 10 | 10 | 10 | 10 | 10 | 10 | 10 | 10 | 10 | 10 | 10 | 10 | 10 | 10 | 10 | 10 | 10 | 10 | 10 | 10 | 10 | 10 | 10 | 10 | 10 |
| Sligo Rovers        | 3 | 10 | 6  | 8  | 4  | 4  | 6  | 7  | 8  | 8  | 7  | 8  | 7  | 7  | 8  | 8  | 8  | 8  | 8  | 8  | 8  | 8  | 8  | 8  | 8  | 8  | 8  | 8  |

### Meilleures buteuses
| Place              | Joueuse         | Club            | Buts |
| ------------------ | --------------- | --------------- | ---- |
| Médaille d'or      | Áine O'Gorman   | Peamount United | 23   |
| Médaille d'argent  | Emily Corbet    | Athlone         | 20   |
| Médaille de bronze | Stephanie Roche | Peamount United | 17   |
| 4                  | Ellen Molloy    | Wexford         | 15   |
| 4                  | Kylie Murphy    | Wexford         | 15   |
| 6                  | Noelle Murray   | Shelbourne      | 11   |
| 7                  | Sadbh Doyle     | Peamount United | 8    |
| 8                  | Saoirse Noonan  | Shelbourne      | 7    |
| 9                  | Emma Doherty    | Sligo           | 7    |
| 10                 | Avril Brierley  | DLR Waves       | 6    |

## Trophées de fin de saison
Le 2 novembre 2022 la FAI annonce les nommés pour les trophées de fin de saison : 
- Trois joueuses vont se disputer le titre de meilleure joueuse du championnat : Áine O'Gorman de Peamount United, Emily Corbet d'Athlone Town et Ellen Molloy de  Wexford Youths.
- Trois joueuses sont nommées pour le titre de meilleure jeune : Muireann Devaney d'Athlone Town, Jessie Stapleton de Shelbourne et Emma Doherty des Sligo Rovers.
- Trois entraîneurs sont nommés pour le titre d'entraîneur de l'année : Tommy Hewitt pour Athlone Town, Noel King pour Shelbourne et Steve Feeney pour les Sligo Rovers.

| Trophée                    | Vainqueur        | Club         |
| -------------------------- | ---------------- | ------------ |
| WNL Joueuse de l'année     | Emily Corbet     | Athlone Town |
| Jeune joueuse de l'année   | Jessie Stapleton | Shelbourne   |
| Entraîneur de l'année      | Tommy Hewitt     | Athlone Town |
| Meilleure gardienne de but | Amanda Budden    | Shelbourne   |
| But de l'année             | Aoife Brennan    | Sligo Rovers |

| WNL Équipe de l'année | WNL Équipe de l'année           | WNL Équipe de l'année         | WNL Équipe de l'année           | WNL Équipe de l'année         | WNL Équipe de l'année           | WNL Équipe de l'année           | WNL Équipe de l'année           | WNL Équipe de l'année           | WNL Équipe de l'année       | WNL Équipe de l'année       | WNL Équipe de l'année       | WNL Équipe de l'année       |
| --------------------- | ------------------------------- | ----------------------------- | ------------------------------- | ----------------------------- | ------------------------------- | ------------------------------- | ------------------------------- | ------------------------------- | --------------------------- | --------------------------- | --------------------------- | --------------------------- |
| Gardien de but        | Rachael Kelly (Bohemians)       | Rachael Kelly (Bohemians)     | Rachael Kelly (Bohemians)       | Rachael Kelly (Bohemians)     | Rachael Kelly (Bohemians)       | Rachael Kelly (Bohemians)       | Rachael Kelly (Bohemians)       | Rachael Kelly (Bohemians)       | Rachael Kelly (Bohemians)   | Rachael Kelly (Bohemians)   | Rachael Kelly (Bohemians)   | Rachael Kelly (Bohemians)   |
| Défenseuses           | Jessica Gargan (Shelbourne)     | Jessica Gargan (Shelbourne)   | Jessica Gargan (Shelbourne)     | Jessica Gargan (Shelbourne)   | Jessica Hennessy (Athlone Town) | Jessica Hennessy (Athlone Town) | Jessica Hennessy (Athlone Town) | Jessica Hennessy (Athlone Town) | Shauna Fox (Shelbourne)     | Shauna Fox (Shelbourne)     | Shauna Fox (Shelbourne)     | Shauna Fox (Shelbourne)     |
| Milieux de terrain    | Áine O'Gorman (Peamount United) | Ellen Molloy (Wexford Youths) | Muireann Devaney (Athlone Town) | Jessie Stapleton (Shelbourne) | Ciara Rossiter (Wexford Youths) |                                 |                                 |                                 |                             |                             |                             |                             |
| Attaquantes           | Emma Doherty (Sligo Rovers)     | Emma Doherty (Sligo Rovers)   | Emma Doherty (Sligo Rovers)     | Emma Doherty (Sligo Rovers)   | Emma Doherty (Sligo Rovers)     | Emma Doherty (Sligo Rovers)     | Emily Corbet (Athlone Town)     | Emily Corbet (Athlone Town)     | Emily Corbet (Athlone Town) | Emily Corbet (Athlone Town) | Emily Corbet (Athlone Town) | Emily Corbet (Athlone Town) |

## Bilan de la saison
| Championnat d'Irlande féminin de football 2022   |                                               |
| Champion                                         | Shelbourne Ladies Football Club (3e titre)    |
| Dauphin                                          | Athlone Town Association Football Club Ladies |
| Coupes et trophées                               |                                               |
| Vainqueur de la Coupe d'Irlande 2022             | .Shelbourne Ladies Football Club              |
| Qualifications continentales                     |                                               |
| Ligue des champions féminine de l'UEFA 2023-2024 | Shelbourne Ladies Football Club               |